# Carlitos (ur. 1993)
Carlitos, znany również jako Caló, właśc. Carlos Miguel Tavares de Oliveira (ur. 9 marca 1993 w Almadzie) – portugalski piłkarz występujący na pozycji skrzydłowego, od września 2019 zawodnik greckiego klubu Aiolikos F.C..

## Kariera

### Młodość
Urodzony w Almadzie, Carlitos rozpoczął seniorską karierę w 2012, w barwach amatorskiej drużyny SU Sintrense. W tym samym roku, dwudziestoletni piłkarz, podpisał zawodowy kontrakt z grającym w Protathlima A’ Kategorias klubem Doksa Katokopia.

### Doksa
Carlitos zadebiutował 1 września 2013, w meczu 1. kolejki cypryskiej ligi z Nea Salamina Famagusta, w 57 minucie zmieniając na boisku Pedrito. Swoją pierwszą bramkę dla tego zespołu zdobył 26 stycznia 2014, w 18. kolejce cypryjskiej ligi, podczas wyjazdowego meczu z Apollonem Limassol. Doksa przegrała ten mecz 2:1.
Latem 2014, Carlitos na zasadzie sezonowego wypożyczenia trafił do grającego o wyższe cele zespołu AEL Limassol. Po zakończeniu wypożyczenia powrócił do Doksy.

### APOEL i Anorthosis
9 czerwca 2016, podpisał trzyletni kontrakt ze świeżo upieczonym mistrzem Cypru APOELem, jednakże miesiąc później został sprzedany, za kwotę 100000 €, do Anorthosisu Famagusta.

### Wisła Płock
31 maja 2018, podpisał dwuletni kontrakt z opcją przedłużenia o rok z Wisłą Płock. W nowym klubie zadebiutował 22 lipca tego samego roku, w przegranym 1-2 meczu 1. kolejki Ekstraklasy z Lechem Poznań. Swoją pierwszą bramkę zdobył w 3. kolejce, w przegranym również 1-2 meczu z Koroną Kielce. Łącznie w barwach Nafciarzy rozegrał 10 meczów w których strzelił 2 gole. 1 lutego rozwiązał kontrakt za porozumieniem stron.

### Kajsar Kyzyłorda
17 lutego 2019, podpisał kontrakt z Kajsarem Kyzyłorda. Zadebiutował w domowym, przegranym 0:1 meczu 1. kolejki Premjer Ligasy z FK Atyrau, kiedy to pojawił się na boisku w 75. minucie, zmieniając Dumana Narzіłdajewa. W Kazachstanie rozegrał łącznie 7 meczów, w których nie udało mu się zdobyć bramki ani zaliczyć asysty.

### Powrót do Doksy
2 września 2019, podpisał ponownie kontrakt z cypryjskim klubem Doksa Katokopia. 25 października 2020, wraz ze swoją 22-letnią partnerką, brał udział w poważnym wypadku. Podróżująca quadem para, zgubiła drogę w rejonie Akamas na Cyprze i spadła z 40-metrowego klifu. Piłkarz doznał urazów głowy i jego stan określono jako poważny, kobieta natomiast doznała złamania kręgów, miednicy oraz pęknięcia nerki i śledziony, a jej stan określono jako krytyczny. 2 stycznia 2020, Caló rozegrał pierwszy mecz po wypadku.